# Johann I. (Ostfriesland)
Johann I. von Ostfriesland (* 1506; † 1572) aus dem Hause Cirksena war nicht regierender Graf von Ostfriesland und später kaiserlicher Statthalter im Limburg und den Landen von Übermaas. Sein Vater, Edzard der Große, hatte in der Grafschaft Ostfriesland nach dem Tod von Johanns Mutter Elisabeth von Rietberg die Primogenitur eingeführt, so dass Johann hinter seinem älteren Bruder Enno II. zurückstecken musste. Allerdings machte er seinem Bruder trotz großen Ehrgeizes die Herrschaft nicht streitig.
Johann war im Gegensatz zu seinem Vater und seinem Bruder katholisch geblieben. So konnte er sich nach dem Tod seines Vaters in den Dienst des Kaisers stellen. Allerdings kehrte er bald nach Ostfriesland zurück und unterstützte Enno in dessen Tun. Dabei konnte er auf die unkluge Herrschaft seines Bruders allerdings nur wenig positiven Einfluss nehmen und zeichnete sich auch selbst nicht gerade durch weises und vorausschauendes Handeln aus (siehe auch: Geldrische Fehde).
Im Jahr 1538 heiratete Johann Dorothea von Österreich, eine uneheliche Tochter von Kaiser Maximilian I., mit der er dann einen Sohn, Maximilian, hatte. (Dessen eine Tochter, Dorothea von Ostfriesland, wurde mit Jakob, dem Bruder des Feldherrn Johann T’Serclaes von Tilly verheiratet.)
Weiterhin heißt es, Johann habe Graf Enno in dessen angeblichem Vorhaben bestärkt, die Grafschaft Ostfriesland zu rekatholisieren. Mit dem Tod Ennos im Jahr 1540 wurde diesem Bestreben aber ein vorzeitiges Ende gesetzt. Johann stand nun in ständigem Konflikt mit Ennos Witwe, Gräfin Anna, die vormundschaftlich für seinen Neffen Edzard die Regierung führte.
Im Jahr 1543 erinnerte sich aber der römisch-deutsche Kaiser Karl V. an Johanns Dienste. Er setzte den Cirksena als Statthalter im Herzogtum Limburg und den Landen von Übermaas ein. Von da an trug Johann umgangssprachlich den Namen „Graf Johann von Valkenburg“, obwohl dieser Titel nur dem Kaiser zustand und er nur dessen Stellvertreter war. Seine Nachkommen behielten noch drei Generationen die Coldeborg im Rheiderland und wurden von den ostfriesischen Grafen finanziell versorgt.